# Герцог Брабантський

Герб Брабанту і герцогів Брабантських — сучасний герб Бельгії

Герб герцогів Брабантських і Лімбурзьких

Герцог Брабантський (лат. Dux Brabantiae, нід. Hertog van Brabant, фр. Duc de Brabant) — титул правителя Брабантського герцогства. Відомий з 1183 року. Затверджений Фрідріхом Барбароссою, імператором Священної Римської імперії, для Генріха I з Регінарської династії, сина Готфріда III, герцога Нижньої Лотарингії.
З 1085/1086 р. Брабант було феодальним уділом ландграфа Брабанту, що був васалом Імператора. Незважаючи на те, що ця територія було досить невеликою, титул і назва зберігалась до 13 століття. Пізніше герцоги Нижньої Лотарингії поєднали цей титул зі своїм.
1288 року внаслідок унії Брабанту і Лімбургу титул змінили на герцог Брабантський і Лімбурзький.
У 1430 р. титул відійшов до герцогів Бургундії.
У 1477 році титу перейшов до Габсбурґів після шлюбу Марії Бургундської та Максиміліана I. Пізніше князівство (герцогство) увійшло до складу Іспанських Нідерландів, а потім було поділене між Нідерландами і Бельгією.
Зараз герцог Брабантський — офіційний титул престолонаслідника Бельгії.

## Герцоги
- Династія герцогів Бургундії

Герб Бургунського Брабанту

Князь Брабанту, Князь Лотієру, Князь Лімбургу:
- - Антуан (1406—1415)
  - Жан IV (1415—1427)
  - Філіпп I (1427—1430)
  - Філіп II (1430—1467)
  - Карл I (1467—1477)
  - Марія (1477—1482)

- Династія Габсбурґів
  - Максиміліан I (регент, 1482—1494)
  - Філіп IІІ (1494—1506)
  - Карл ІІ (1506—1555)
  - Філіп IV (1555—1598)

Князівство перейшло під владу Франції, до Герцога Анжуйського Франциска де Валуа (1582—1584)
- - Ізабелла і Альберт (1598—1621)
  - Філіп V (1621—1665)
  - Карл III (1665—1700)

- Династія Бурбонів
  - Філіп VI (1700—1706)

- Династія Габсбургів
  - Карл IV (1706—1740)
  - Марія-Терезія (1740—1780)
  - Йосип (1780—1789)
  - Леопольд IІ (1790—1792)
  - Франциск I (1792—1794)

## Правляча династія
- Династія Саксен-Кобурґ-Гота

В сучасному Королівстві Бельгія титул «князь Брабантський» використовується як титул нащадка престолу і традиційно надається найстаршому сина або доньці монарха. Це відбувається незважаючи на те, що сама територія історичного Брабанту тепер є частиною Нідерландів.
Старший син або донька бельгійського короля автоматично стає герцогом/герцогинею Брабанту, коли його/її батько стає королем Бельгії. Немає жодної церемонії або офіційної присяги, яку повинен пройти новий князь.
Коли князь Брабанту втрачає батька (або коли він зрікається престолу), його титул переходить наступному в черзі престолонаслідування, а сам князь стає новим королем Бельгії.
На відміну від посади короля, старша дитина монарха не повинна досягати 18 років, щоб стати князем Брабантським. Однак, якщо князь Брабанту не досяг віку 18 років, він не може піднятися на престол Бельгії.
Цей титул має перевагу над іншими титулами бельгійської монархії (окрім короля). Коли князь або княгиня Брабанту одружується на законних підставах (після дозволу короля) їх дружина або чоловік автоматично стає княгинею/князем Брабанту.
Відповідно до Статті 1, пункт 2 Королівського указу від 16 грудня 1840 року (з поправкою 2001 року): «Титул князя Брабанта або княгині Брабантської в майбутньому буде носити принц або принцеса, старший син або дочка короля; … а після них старший син або дочка старшого сина або дочки короля».
Нинішній княгині Брабанту Елізабет було в 2013 році тільки 12 років, коли вона отримала цей титул.
Князі Брабанту:
- Леопольд II (1840—1865)
- Леопольд, син Леопольда II (1865—1869) — єдиний князь, який помер в юному віці не ставши королем
- Леопольд III (1909—1934)
- Бодуен (1934—1951)
- Філіп I (1993—2013)
- Елізабет (2013 — нині).

- Династія Бурбон

Титул князя Брабанту є одним в переліку повного титулу Іспанської корони, що посідає представник Бурбонської династії.
- Хуан Карлос I, король Іспанії
- Феліпе VI, король Іспанії